# L'Ombre du doute (film, 1935)
Ne doit pas être confondu avec L'Ombre du doute ou L'Ombre d'un doute.
Pour plus de détails, voir Fiche technique et Distribution.
L'Ombre du doute (Shadow of Doubt) est un film américain en noir et blanc réalisé par George B. Seitz, et sorti en 1935.

## Synopsis
Haworth est un producteur du show-business qui a eu un certain nombre d'ex-petites amies qu'il a battues au fil des ans. Il est maintenant fiancé à Lisa et Trenna. Après avoir bu et commencé une bagarre avec Sim, Haworth est retrouvé mort dans son appartement. Tout le monde avait une raison de le tuer, et c'est Sim et à sa petite-amie Trenna qui sont suspectés. Afin qu'ils soient innocentés, la tante Melissa doit trouver le tueur ; elle pense savoir qui il est...

## Fiche technique
- Titre français : L'Ombre du doute
- Titre original : Shadow of Doubt
- Réalisation : George B. Seitz
- Scénario : Wells Root, d’après le roman d'Arthur Somers Roche
- Photographie : Charles G. Clarke
- Montage : Basil Wrangell
- Musique : R.H. Bassett
- Producteur : Lucien Hubbard
- Société de production et de distribution: Metro-Goldwyn-Mayer
- Pays d'origine : États-Unis
- Langue : anglais
- Format : noir et blanc – 35 mm – 1,37:1 – mono (Western Electric Sound System)
- Genre : Film policier
- Durée : 74 min
- Dates de sortie :
  - États-Unis : 15 février 1935
  - France : 28 juillet 1936

## Distribution
- Ricardo Cortez : Simeon "Sim" Sturdevant
- Virginia Bruce : Trenna Plaice
- Constance Collier : Melissa Pilson
- Isabel Jewell : Inez "Johnny" Johnson
- Arthur Byron : Morgan Bellwood
- Betty Furness : Lisa Bellwood
- Regis Toomey : Reed Ryan
- Ivan Simpson : Morse
- Bradley Page : Len Hayworth
- Edward Brophy : lieutenant Wilcox
- Samuel S. Hinds : M. Granby
- Richard Tucker : Mark Torrey
- Bernard Siegel : Ehrhardt
- Paul Hurst : lieutenant Sackville
- William Bailey : Don